# Ансі-о-Пін (футбольний клуб)
Футбольний клуб Ансі-о-Пін або просто «Ансі-о-Пін» (англ. Anse-aux-Pins Football Club) — колишній сейшельський футбольний клуб з міста Ансе-о-Пін.

## Історія
Футбольний клуб Ансі-о-Пін був заснований в 1982 році в місті Ансі-о-Пін під час регіоналізації футболу на Сейшельських островах. Клуб жодного разу не здобув чемпіонство у Першому дивізіоні, але двічі перемагав у національному Кубку.
В 1990 році ФК «Ансі-о-Пін» зігав у Кубку володарів кубків КАФ, де вже у першому раунді зазнав поразки від представника Танзанії клубу Сімба (Дар-Ес-Салам).
Клуб припинив своє існування в 1993 році, в рік, коли закінчився період регіоналізації футболу на Сейшельських островах, а клуб було розділено на два окремі клуби, Ред Стар та Сен-Мішель Юнайтед.

## Досягнення
- Перший дивізіон
  -  Бронзовий призер (1): 1992

- Кубок Сейшельських Островів
  -  Володар (2): 1991, 1993

## Статистика виступів на континентальних турнірах
| Сезон | Турнір                     | Раунд | Клуб  | Вдома | На виїзді | Загальний |
| ----- | -------------------------- | ----- | ----- | ----- | --------- | --------- |
| 1990  | Кубок володарів кубків КАФ | 1     | Сімба | 0-5   | 1-12      | 1-17      |